# 罗伯特·塞钦斯·武德沃斯
罗伯特·塞钦斯·伍德沃斯（Robert Sessions Woodworth，1869年10月17日—1962年7月4日），又译伍德沃思、吴伟士，是20世纪上半叶的美国心理学家和生理学家。
他生于马萨诸塞州。毕业于哈佛大学和哥伦比亚大学。1899年在哥伦比亚大学获心理学博士学位。后在英、德等国深造。回美后任哥伦比亚大学心理学教授。1914年任美国心理学协会会长。他的教科书《心理学：精神生活研究》（Psychology: A study of mental life）最早出版于1921年，出了许多版本，将心理学介绍给几代大学生。他的另一本有影响力的著作是《实验心理学》教材（1938年）。1956年获美国心理学基金会第一枚心理学金质奖章。
他认为心理学应该研究心理的和生理的机能或活动。因为人的心理不是一种实体或力量，所以不能说一个人有高度的智力，而应该说一个人十分明智地行动着。强调有机体应付环境的关系，因此，他把华生的“刺激—反应”公式改为“刺激→有机体→反应”。在其早期著作的1929年第2版中，伍德沃斯引进了刺激-有机体-反应（S-O-R）的表述，带进了机能心理学，并强调与行为主义严格的刺激-反应（S-R）模式的区别。
在第一次世界大战期间，伍德沃斯创建了伍德沃斯个人数据调查（WPDS），它被称为第一次人格测验。主要著作有《心理学》和《实验心理学》等。